# Chroogomphus rutilus
Chroogomphus rutilus (Jacob Christian Schäffer, 1774 ex Orson K. Miller, 1964), sin. Gomphidius  viscidus Carl von Linné, 1753 ex Elias Magnus Fries, 1838), numit în popor bălușcă purpurie sau băloșel de pinet, este o specie de ciuperci comestibile din încrengătura Basidiomycota, în familia Gomphidiaceae și de genul Chroogomphus. Ea coabitează, fiind un Micorizăsimbiont micoriza]], formând prin urmare micorize pe rădăcinile arborilor. Buretele se dezvoltă în România, Basarabia și Bucovina de Nord solitară, deseori și în grupuri mici, prin păduri de conifere, nu rar pe mușchi și cu preferință pe lângă pini, deseori la margini și cărări de pădure, de la câmpie la munte, începând în (iulie) august până în noiembrie.

## Taxonomie

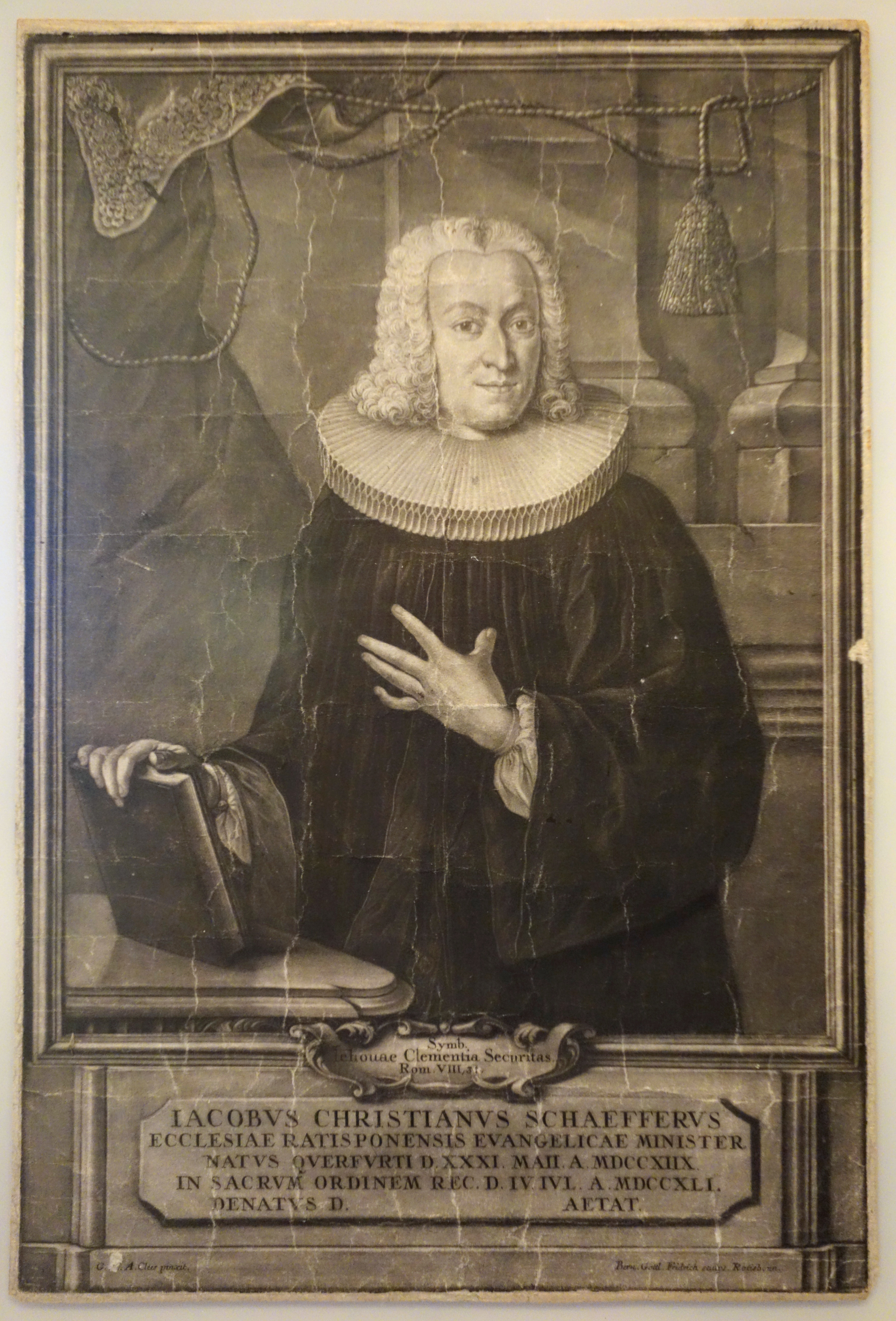
Jacob C. Schäffer

În anul 1753, buretele a fost descris pentru prima dată de Carl von Linné în volumul a 2-lea al lucrării sale Species Plantarum ca Agaricus viscidus.
Dar numele binomial hotărât este Agaricus rutilus, determinat de savantul german Jacob Christian Schäffer în volumul 4 al operei sale Fungorum qui in Bavaria et Palatinatu circa Ratisbonam nascuntur icones, nativis coloribus expressae din 1774.
Apoi, în 1964, micologul american Orson Knapp Miller (1930-2006) a transferat specia la genul Chroogomphus sub păstrarea epitetului, de verificat în vol. 56 al jurnalului științific Mycologia, fiind și numele actual valabil (2023). Toți ceilalți taxoni creați sunt acceptați drept sinonime.
Epitetul specific este derivat din adjectivului latin (latină rutilus=roșior, colorându-se roșiatic), datorită aspectului cuticulei.

## Descriere

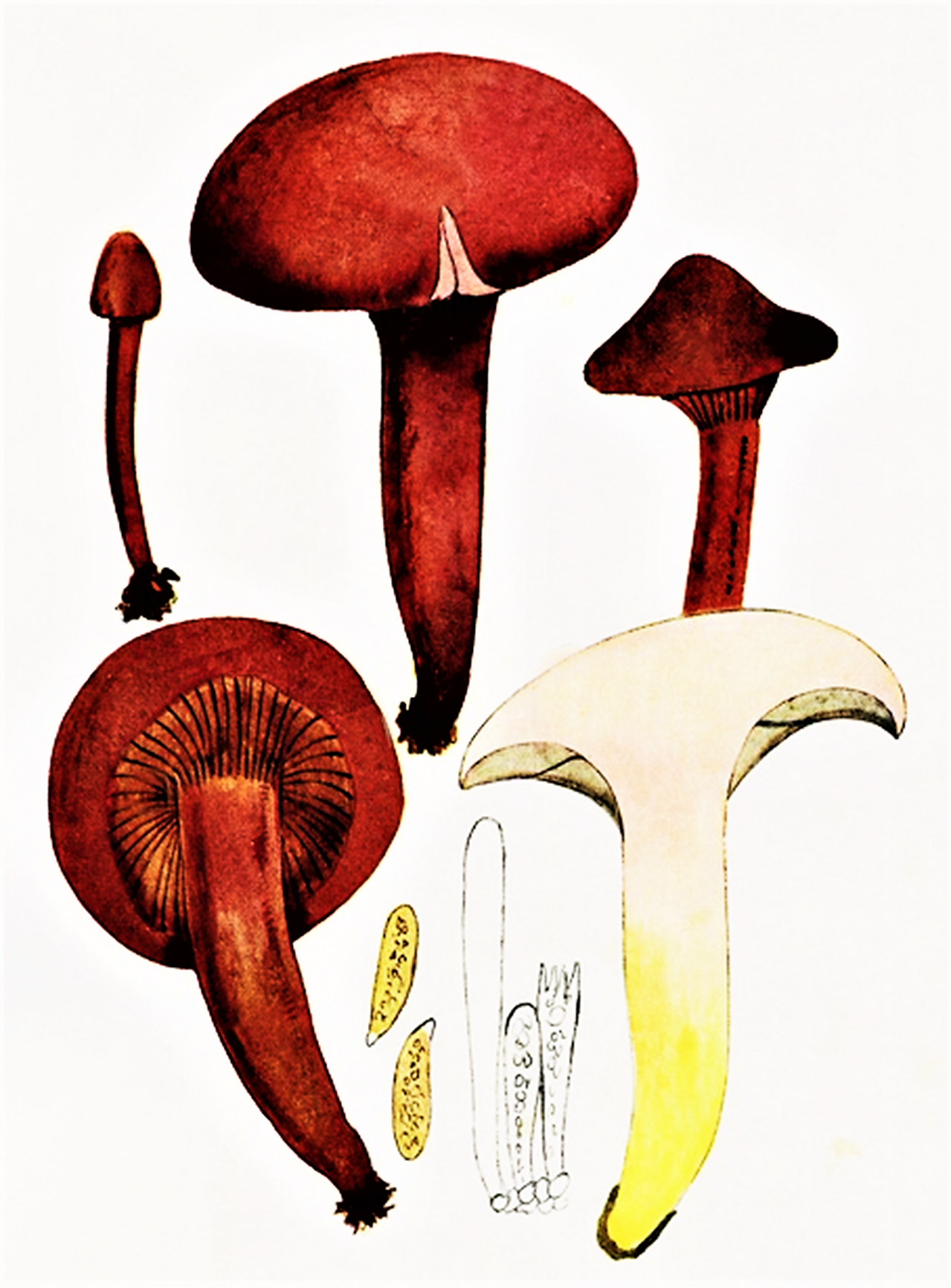
Bres.: Gomphidius viscidus

- Pălăria: are un diametru între 3 și (10 cm), este cărnoasă, pentru mult timp boltită semisferic cu margini subțiri precum răsucite spre interior, apoi conică și în cele din urmă întinsă și la mijloc adâncită, dezvoltând devreme un gurgui mic și ascuțit central, mai mult sau mai puțin proeminent. Cuticula este uscată (la umezeală unsuroasă), netedă și  golașă până fin scămoasă. Coloritul variază între brun-arămiu și, brun-purpuriu, dar se decolorează la bătrânețe.
- Lamelele: sunt distanțate, late, înalte și cărnoase, arcuite, mult decurente în lungul piciorului și bifurcate precum ușor separabile, fiind inițial galben-portocalii până gri-roșiatice, devenind treptat brun-purpurii, deseori cu muchii roșiatice.
- Piciorul: are o înălțime de 6-12 cm și o lățime de 1-2 cm, este cilindric, mai îngustat către bază, plin și ceva vâscos, de culoare închis galbenă, cu fibre longitudinale galben-maronii sau arămii. În tinerețe are o cortină, formată din fibre foarte fine ca păienjeniș între marginea pălăriei și picior. Mai departe este prevăzut cu un inel fugace.
- Carnea: este groasă, rezistentă, în picior ușor vâscoasă, și de culoare șofrănie, fiind în domeniul bazei mai întâi de un galben-auriu care devine în vârstă roșiatic. Ea nu se decolorează după tăiere. Mirosul este aproape imperceptibil, gustul plăcut și dulceag. Se recomandă îndepărtată cuticulei imediat după cules, dacă este unsuroasă din cauza vremii umede.[5][6]
- Caracteristici microscopice: are spori gălbui până gri-galbeni, netezi, hialini (translucizi), lunguieți-fusiformi sau alungit elipsoidali, cu o mărime de (16) 17-(20) 23 × 6-8 microni. Pulberea lor este închis brun-măslinie, aproape negricioasă. Basidiile clavate cu 4 sterigme fiecare au o dimensiune de 50-55 x 8-10 microni. Cistidele (elemente sterile situate în stratul himenal sau printre celulele din pielița pălăriei și a piciorului, probabil cu rol de excreție) cilindrice cu pedicul măsoară 100-130 x 15-17 microni.[11]
- Reacții chimice: Carnea buretelui se colorează cu Hidroxid de amoniu violet, cu Hidroxid de potasiu brun-negricios, cu sulfat de fier maro și cu tinctură de Guaiacum imediat purpuriu.[12]

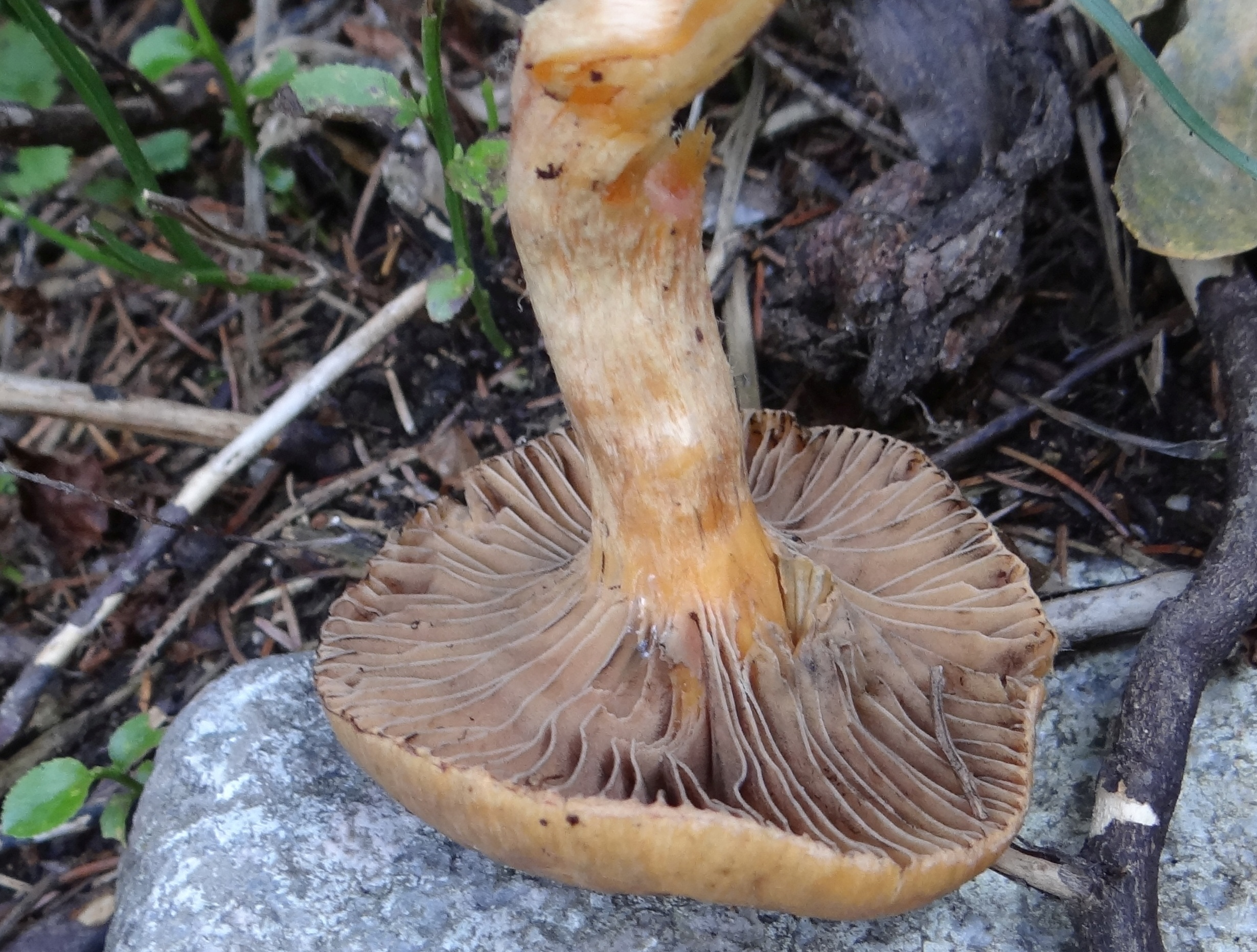
Chr. rutilus, lamele și picior
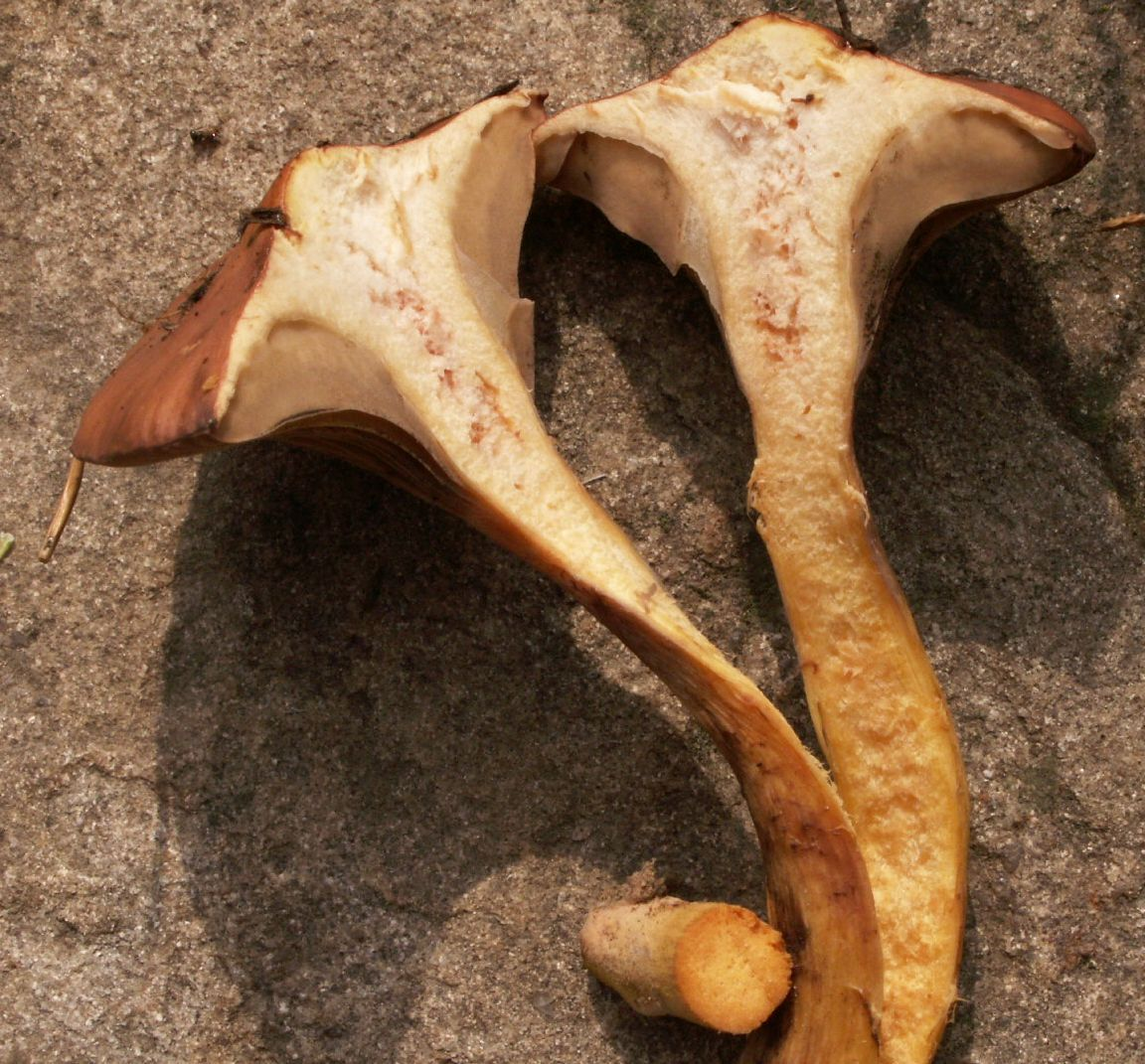
Chr. rutilus, secțiune longitudinală
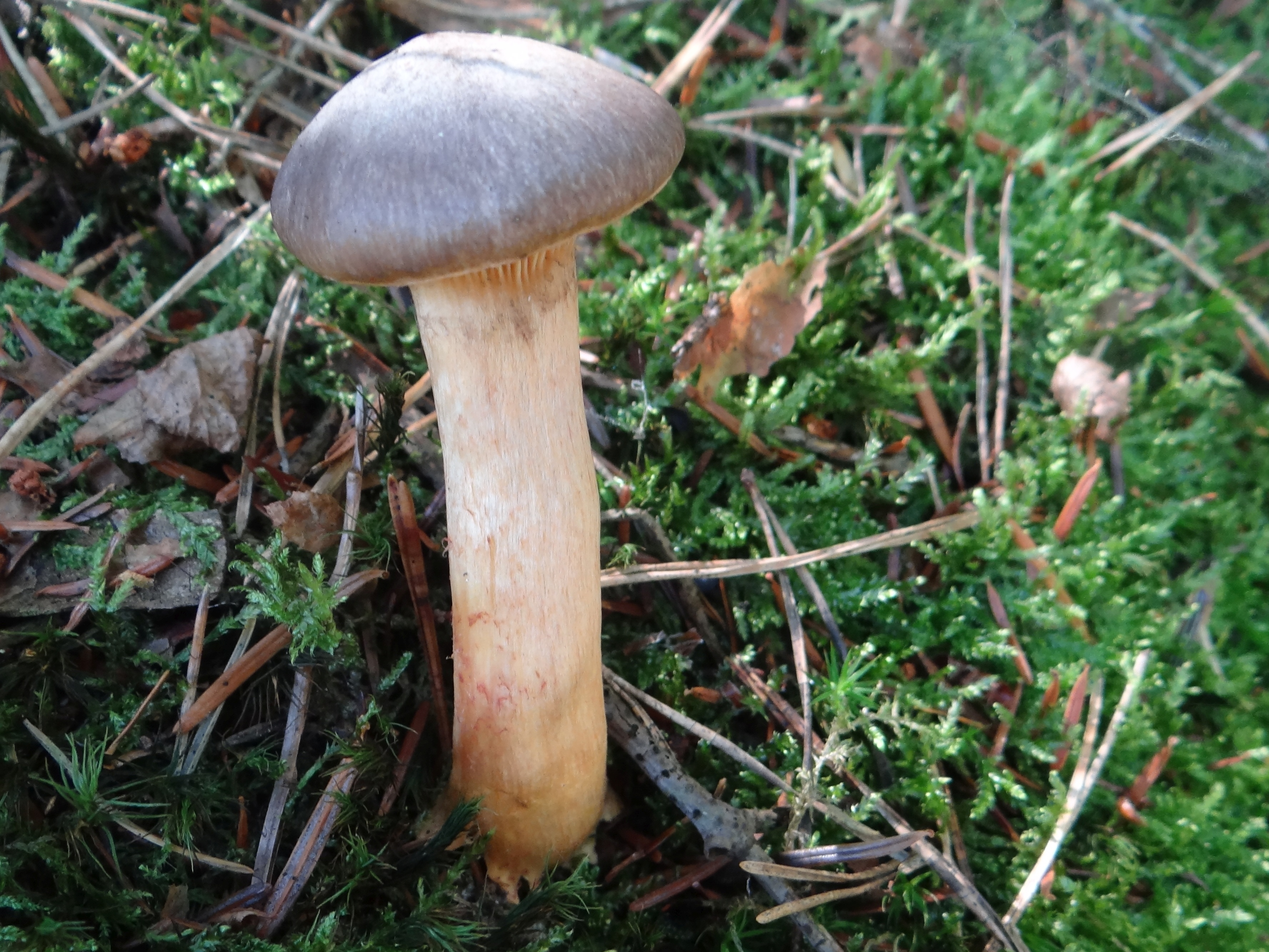
Chr. rutilus tânăr
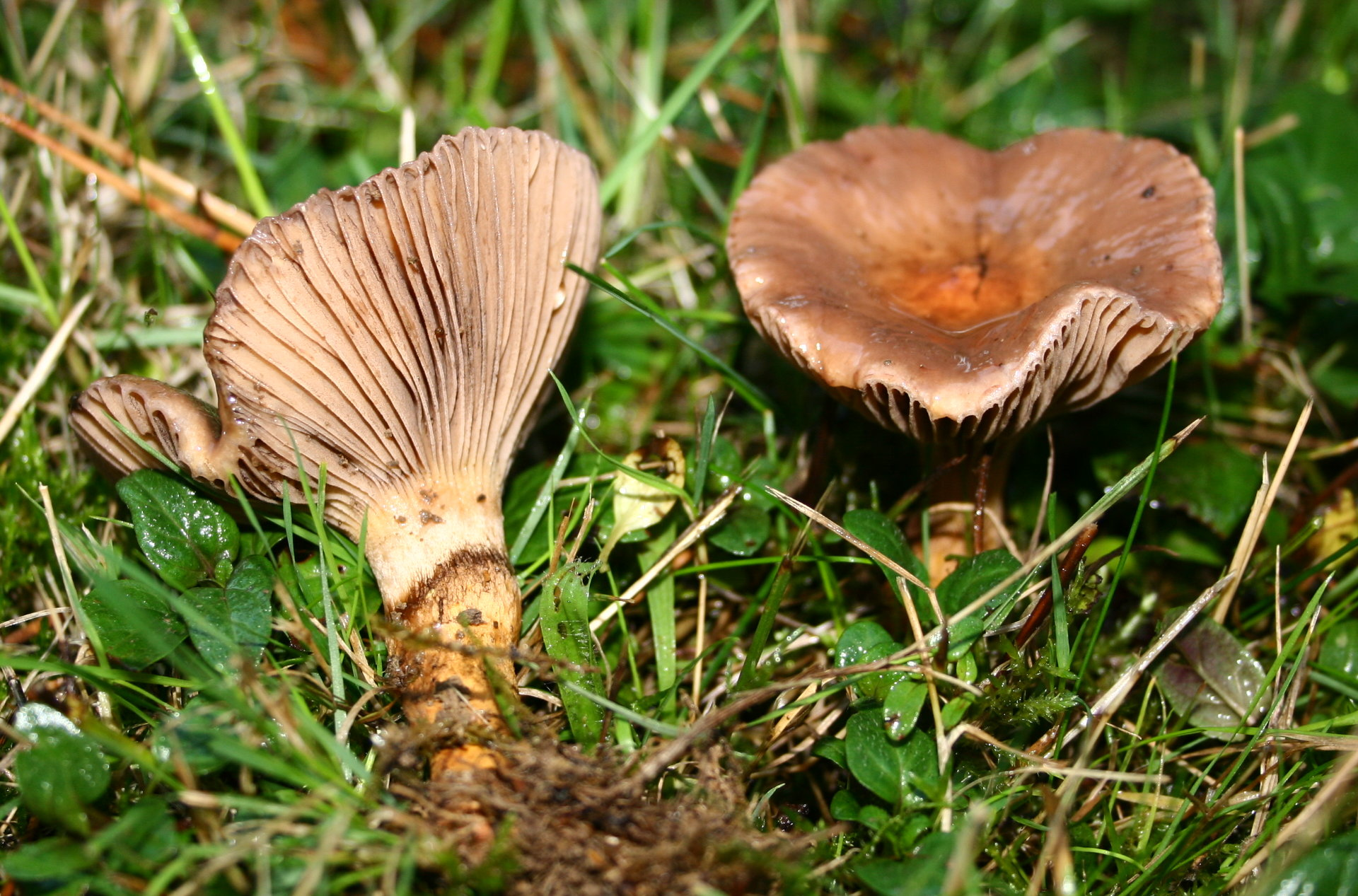
Chr. rutilus bătrâni

## Confuzii
Specia poate fi confundată de exemplu cu Chroogomphus helveticus sin. Gomphidius helveticus (comestibil),Gomphidius glutinosus (comestibil), Gomphidius gracilis, comestibil, (ceva mai mic, colorit rozaliu, cuticulă unsuroasă, se dezvoltă sub larici), Gomphidius helveticus sin. Chroogomphus helveticus sin. Gomphidius helveticus (comestibil), Gomphidius maculatus (comestibil) sau Gomphidius roseus (comestibil).
De sus, buretele poate fi confundat și cu Suillus grevillei, comestibil (are tuburi, pori precum în tinerețe o manșetă largă, galben roșiatic până brun-roșiatic, crește sub larici) sau cu Suillus luteus, comestibil (și el are tuburi și pori precum o manșetă largă, se dezvoltă sub pini).
Fatală este confuzia posibilă cu posibilul mortal Paxillus involutus.

## Specii asemănătoare în imagini

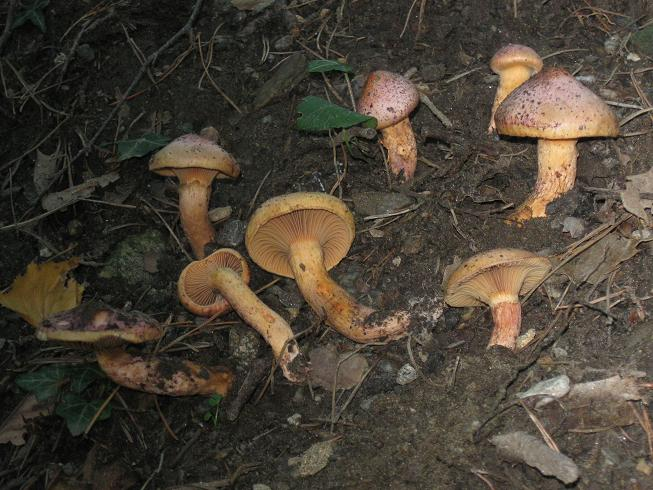
Chroogomphus sin. Gomphidius helveticus
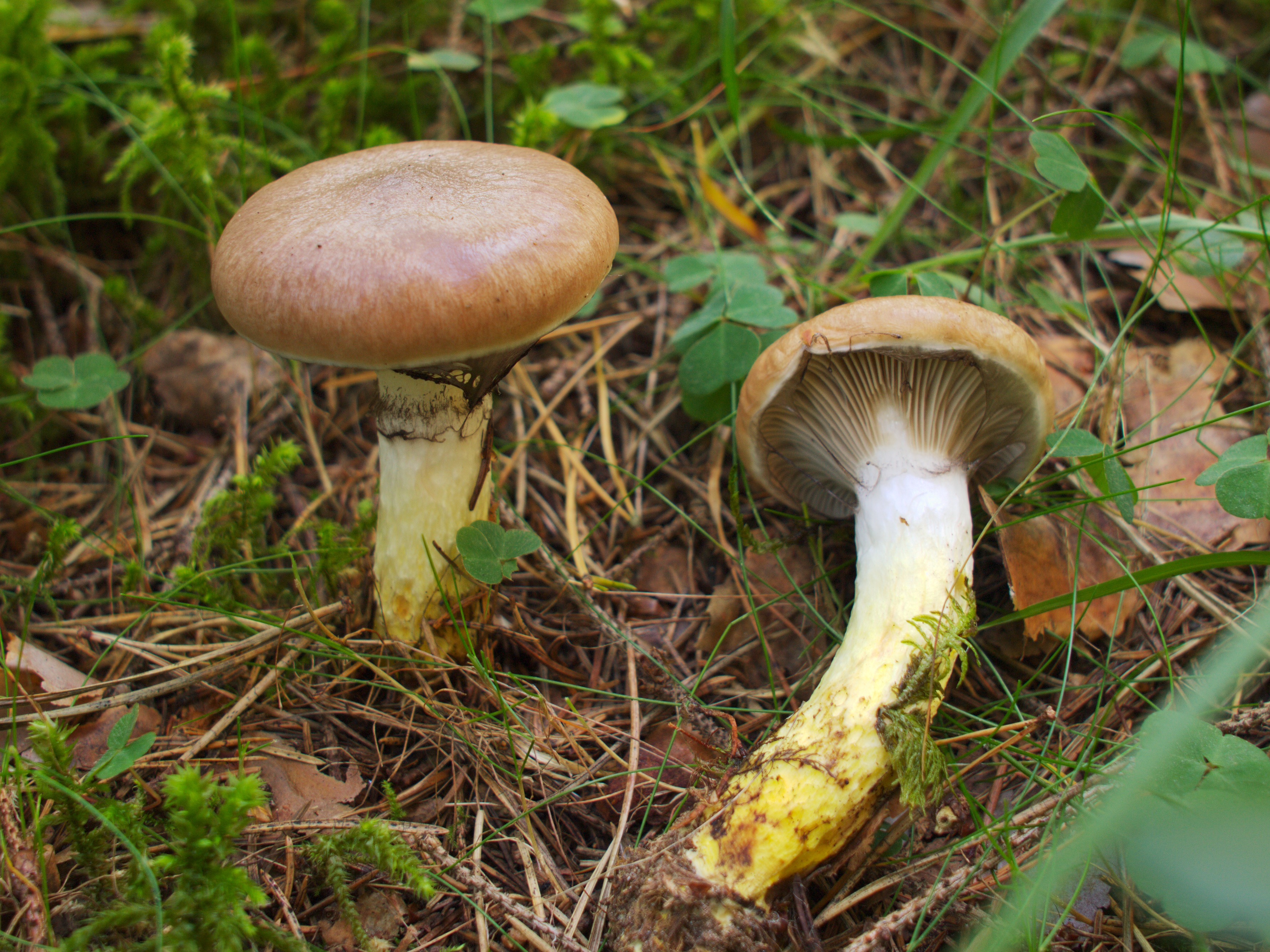
Gomphidius glutinosus
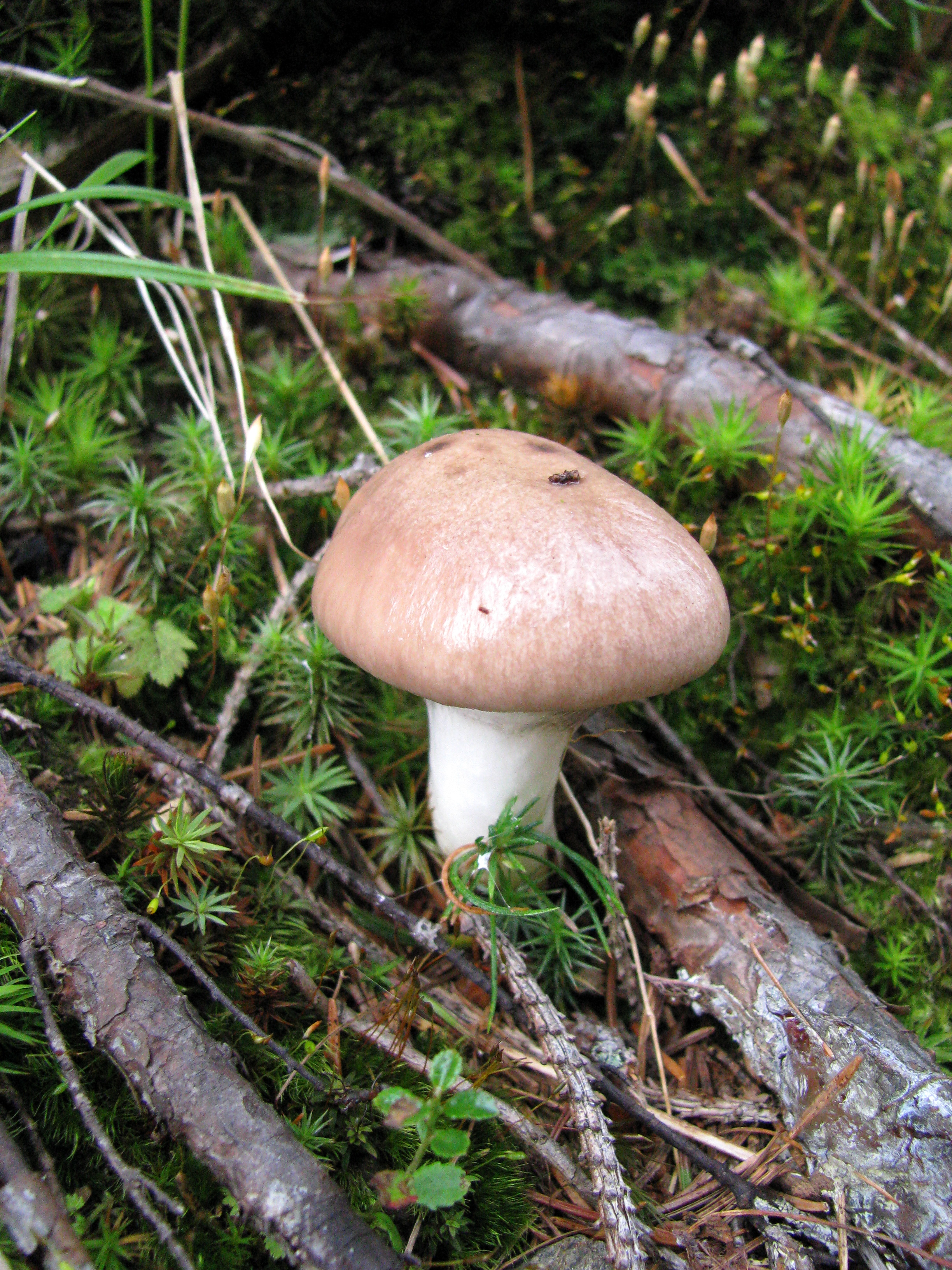
Gomphidius gracilis
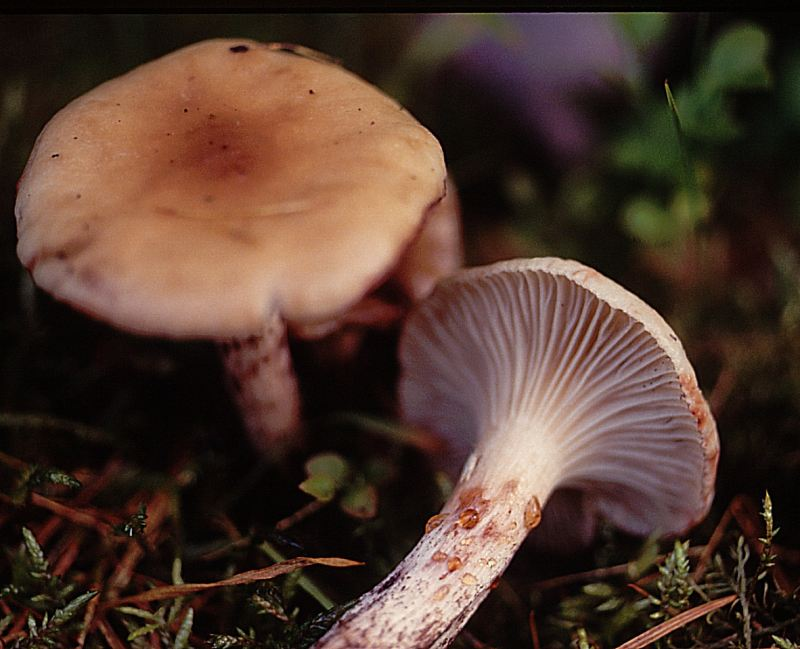
Gomphidius maculatus

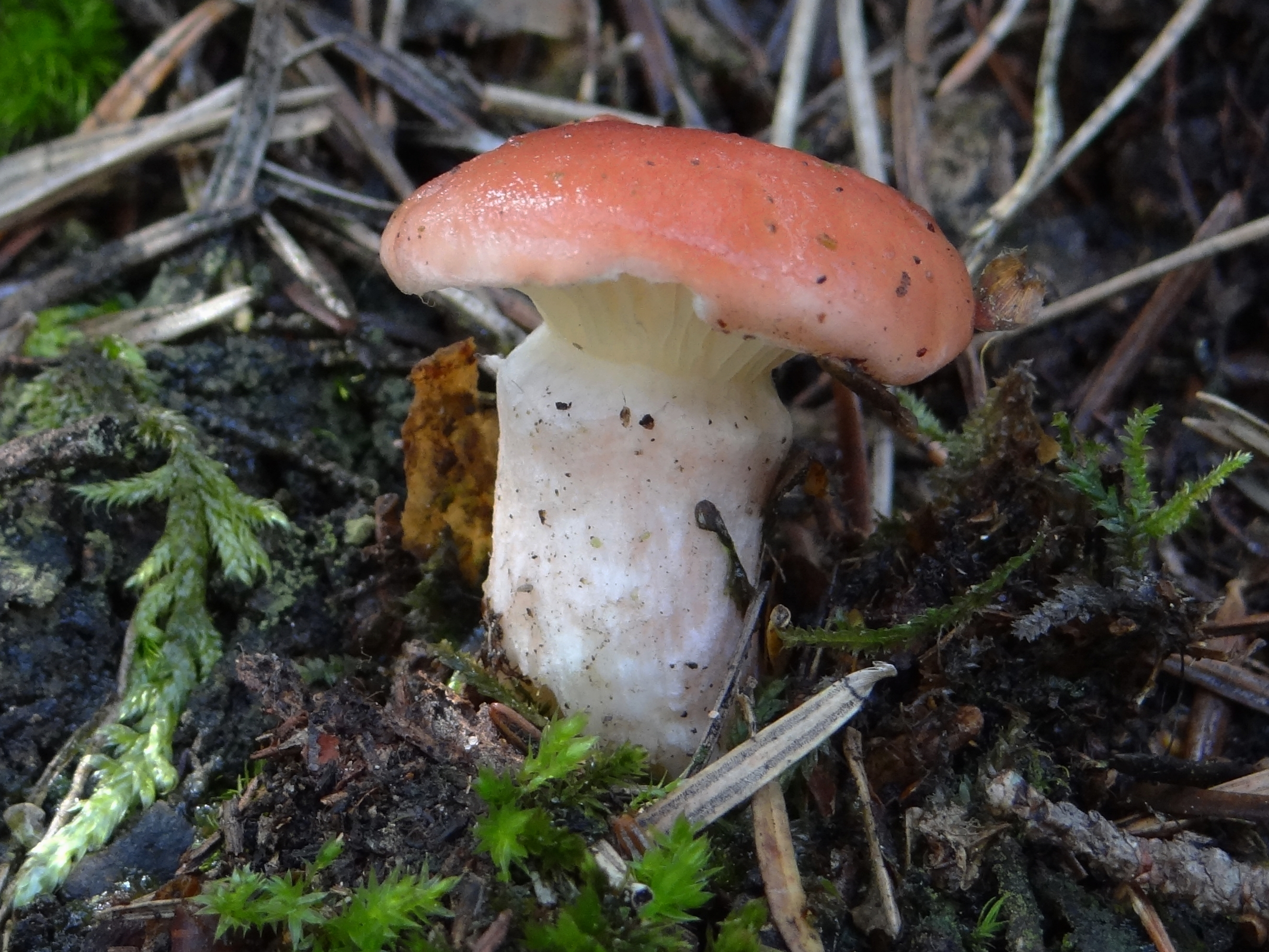
Gomphidius roseus
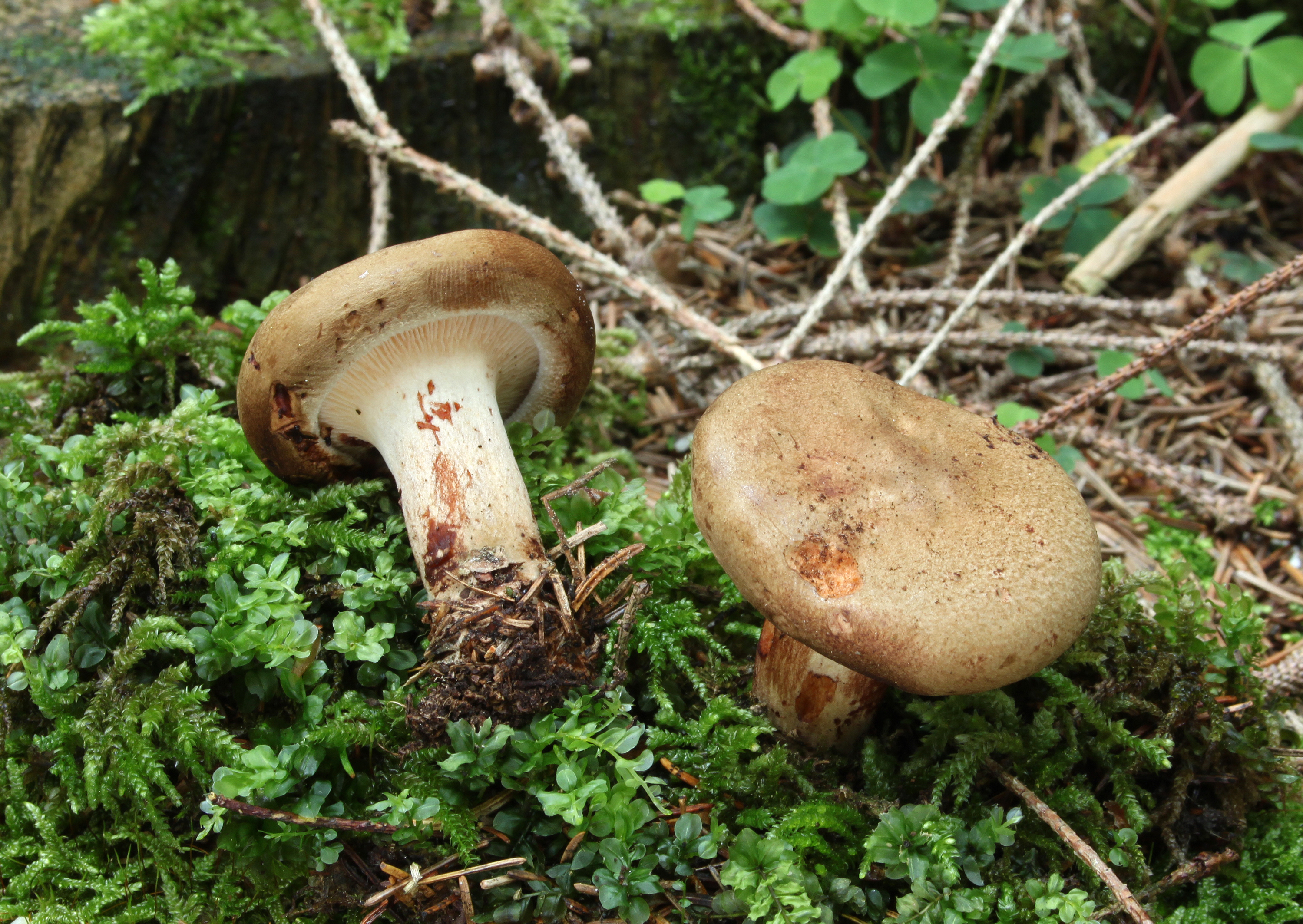
!!!Paxillus-involutus!!!
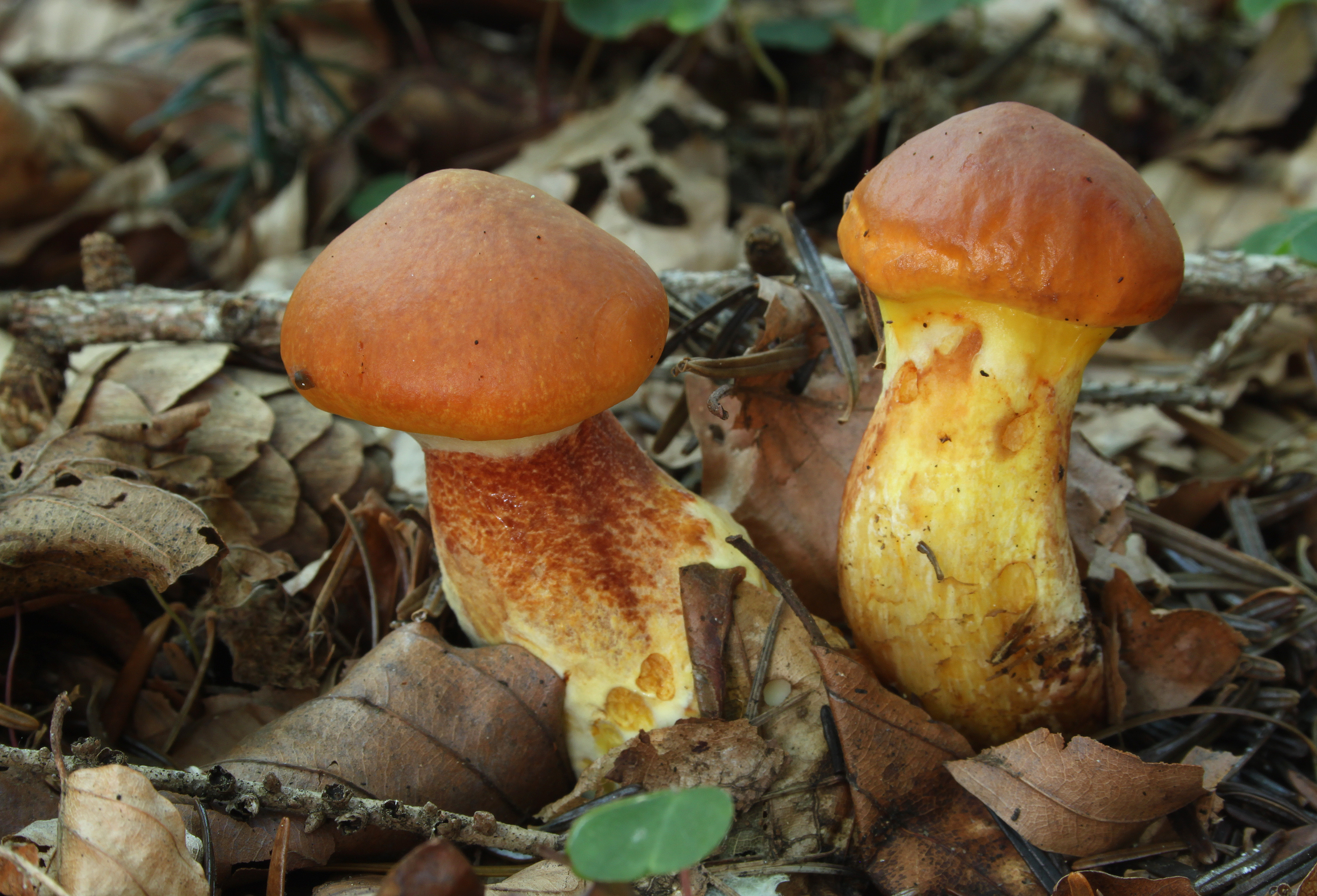
Suillus grevillei
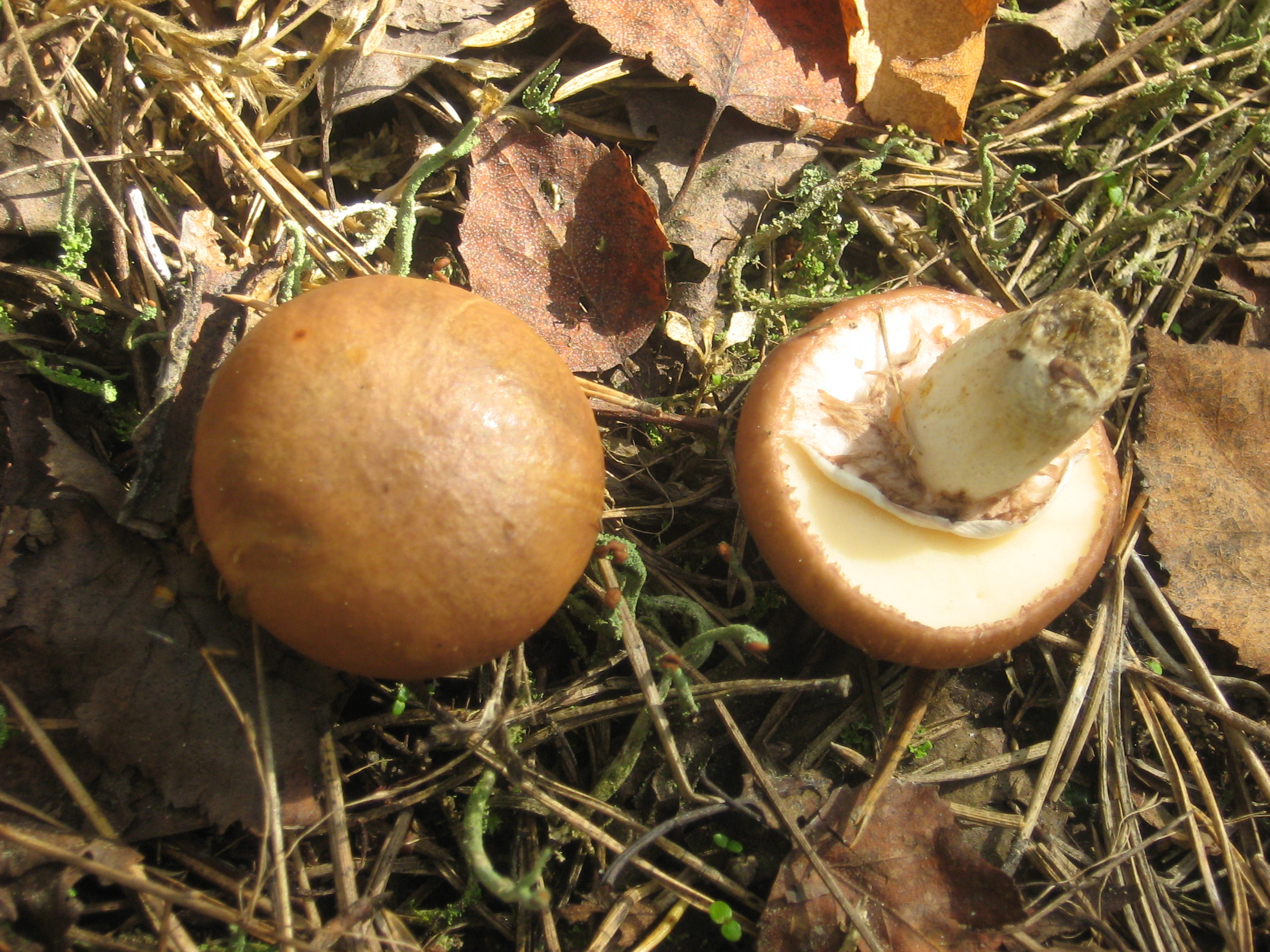
Suillus luteus

## Valorificare
Chroogomphus rutilus este o ciupercă comestibilă de calitate mediocră. El poate fi pregătit în bucătărie la fel ca bălușca molidului.